# Peltigera montis-wilhelmii
Peltigera montis-wilhelmii är en lavart som beskrevs av Sérus., Goffinet, Miadl. & Vitik. Peltigera montis-wilhelmii ingår i släktet Peltigera och familjen Peltigeraceae.   Inga underarter finns listade i Catalogue of Life.